# 케이엔씨글로벌
엔티피아는 인테리어디자인과 외식사업을 영위하는 코스닥 상장 기업이다.
설립 당시에는 나노섬유 및 특수목적용 섬유 가공 등을 했으나 현재는 인테리어가 주력이며 외식사업으로 사업다각화를 하는 기업이다. 매출구성은 인테리어디자인 82%, 외식사업 17.5%, 나노섬유 0.2% 등이다.
회사실적은 좋지 않은 편으로, 적자를 지속적으로 보는 편이다. 2013년 토다이싱가폴 지분 100%를 100억원에 인수하여 해외외식사업에 진출한 바 있다.

## 같이 보기
- 동전주